# AMK Dugo Selo
Auto moto klub Dugo Selo, hrvatski automobilistički klub iz Dugog Sela, sa sjedištem u Osječkoj 2. Uspješni vozač iz ovog kluba je Hrvoje Čižmek, prvak Hrvatske u OSV-u, u klasi 1 prvenstva Hrvatske, disciplina A07 - ocjenski auto rally i u ukupnom poretku. Osnovan je svibnja 1952. godine. Klub okuplja zaljubljenike i ljubitelje auto-moto športa s područja Grada Dugog Sela. Uz okupljanje ljubitelja, cilja kluba je promicanje auto-moto športa.

## Vanjske poveznice
- Facebook